# Carrollton (Alabama)
Carrollton es un pueblo ubicado en el condado de Pickens en el estado estadounidense de Alabama. En el censo de 2000, su población era de 987. 

## Demografía
En el 2000 la renta per cápita promedia del hogar era de $ 24.318$, y el ingreso promedio para una familia era de 29.612$. El ingreso per cápita para la localidad era de 12.153$. Los hombres tenían un ingreso per cápita de 30.833$ contra 18.333$ para las mujeres.

## Geografía
Carrollton está situado en 33°15′39″N 88°5′40″O / 33.26083, -88.09444 (33.260858, -88.094452).
Según la Oficina del Censo de los EE. UU., la ciudad tiene un área total de 2.08 millas cuadradas (5.39 km ²).